# Margit Danÿ
Margit Danÿ (ur. 5 lutego 1906 w Micălaca w Aradzie, zm. 22 stycznia 1975 w Atenach) – węgierska florecistka, trzykrotna medalistka mistrzostw świata.
Na igrzyskach olimpijskich w Amsterdamie w 1928 roku zajęła szóste miejsce we florecie. W rundzie finałowej przegrała pięć z siedmiu pojedynków. Brała też udział w igrzyskach olimpijskich w Los Angeles w 1932 roku, gdzie odpadła w pierwszej rundzie. 
Podczas mistrzostw świata w Neapolu w 1929 roku (oficjalnie zawody tego cyklu rozgrywane są pod tą nazwą dopiero od 1937) wywalczyła brązowy medal we florecie indywidualnym. Wyprzedziły ją jedynie Niemka Helene Mayer i Holenderka Johanna de Boer. Ponadto zdobyła złote medale we florecie drużynowym na mistrzostwach świata w Budapeszcie w 1933 roku oraz mistrzostwach świata w Warszawie rok później.